# Musca amentaria
Musca amentaria är en tvåvingeart som först beskrevs av Giovanni Antonio Scopoli 1763.  Musca amentaria ingår i släktet Musca och familjen spyflugor.
Artens utbredningsområde är Slovenien. Inga underarter finns listade i Catalogue of Life.